# Mot primitiu
Un mot primitiu és la paraula més simple d'una família, la que conté l'arrel o lexema del que parteix qualsevol mot derivat sense cap afix o morfema. L'estudi dels mots primitius o derivats pertany a la morfologia.
Així, per exemple, taula és el mot primitiu de tauleta, que és un mot derivat, ja que al lexema taul, que aporta el significat bàsic de moble que contenen tots els membres de la família lèxica, tauleta afegeix un diminutiu eta.
En anglès el mot primitiu rep el nom d'stem, i per això en lingüística computacional es denomina stemming el procés de convertir un text als seus mots primitius.

## Diferència entre mot primitiu, lexema i lema
- El mot primitiu és la part de la paraula que mai canvia, ni tan sols quan està flexionada morfològicament.
- El lexema és l'arrel o part de la paraula que en conté el significat lèxic. Les paraules poden contenir un lexema si són simples (mot primitiu) o derivades i més d'un si són compostes.
- Un lema és la forma base de la paraula, que coincideix amb l'entrada al diccionari.

Per exemple, de "produït", el lema és "produir", que coincideix amb l'entrada al diccionari, però el mot primitiu és "produ-". Això és perquè hi ha paraules com producció, produir o productivitat. En l'anàlisi lingüística, el mot primitiu es defineix de manera més general com la forma base analitzada a partir de la qual es poden formar totes les formes flexionades.